# قائمة مواقع التراث العالمي في إسبانيا

مواقع التراث العالمي هي المناطق أو المعالم التي ترشحها لجنة التراث العالمي التابعة منظمة الأمم المتحدة للتربية والعلم والثقافة (بالإنجليزية: United Nations Educational, Scientific and Cultural Organization) أو ما يعرف اختصاراً بالـيونسكو،وهي مواقع ذات أهمية للتراث الثقافي أوالطبيعي،و هذه المعالم التي تنضم إلى قائمة التراث العالمي قد تكون طبيعية، كالغابات وسلاسل الجبال، وقد تكون من صنع بشري، كالفنون والمعالم المعمارية من جسور أو سدود ومدن وغيرها، وقد تجمع بين الاثنين أي بين المقياس الطبيعي والبشري، كما تضم التراث المادي واللامادي ذو الصبغة الثقافية بالأساس، وقد عملت منظمة اليونسكو وجميع المنظمات المهتمة التي تحمل هموم الحضارة الإنسانية وتراثها على التوعية بضرورة الحفاظ على الإرث الإنساني القديم كما هو مذكور في نص اتفاقية التراث العالمي لليونسكو التي عُُقِدت في 16 نوفمبر 1972. صادقت إسبانيا على اتفاقية التراث العالمي في 4 ماي 1984 وتقدر عدد مواقع التراث العالمي فيها ب 41 موقعاً مسجلة لدى اليونسكو مسجلة ابتداءً من عام 1984 حتى عام 2009.
تم إدراج أول مواقع للتراث العالمي في إسبانيا في اجتماع الدورة الثامنة للجنة التراث العالمي الذي عُقِد في بوينس آيرس عاصمة الأرجنتين في عام 1984 وفي تلك الدورة تم إضافة خمسة مواقع في إسبانيا إلى قامة التراث العالمي وهي: كاتدرائية - جامع قرطبة، قصر الحمراء وجنة العريف، كاتدرائية برغش، الإسكوريال ومنتزه غويل، بالاو غويل وكازاميلا. تمَّ إضافة خمسة مواقع في عام 1985، وأربعة أخرى في عام 1986. وبغض النظر عن المواقع المدرجة في الثلاث سنوات الأولى لتوقيع إسبانيا على اتفاقية التراث العالمي شهد عام 2000 تسجيل معظم المواقع الجديدة مع تسجيل خمسة مواقع في ذلك العام.
اعتبارًا من يوليو 2019 شملت إسبانيا 48 موقعا مسجلا في قائمة التراث العالمي، وهي بذلك الثالثة عالميا من حيث عدد المواقع المسجلة لدى اليونسكو بعد كل من إيطاليا والصين.

## اللائحة
هذه قائمة بمواقع التراث العالمي في إسبانيا وقد تم ترتيبها على حسب تاريخ إدراجها في قائمة مواقع التراث العالمي (اليونسكو) وهي كالاتي:
| الصورة             | الاسم                                   | الموقع                                                                                    | النوع                | المرجع     | تاريخ التسجيل | الوصف | المصادر       |
| ------------------ | --------------------------------------- | ----------------------------------------------------------------------------------------- | -------------------- | ---------- | ------------- | --- | ------------- |
| إسبانيا (19 مواقع) |                                         |                                                                                           |                      |            |               | |               |
|                    | المعدن                                  | تقع في منطقة قشتالة وسط إسبانيا                                                           | ثقافي                | 1313       | 2012          | يبلغ عدد سكانها 6.294 نسمة وفقاً لإحصائية سنة (2007). |               |
|                    | برج هرقل                                | ميناء لاكورنيا الواقع في شمال ـ غرب إسبانيا                                               | ثقافي                | 1312       | 2009          | أستخدم برج هرقل كمنارة ومعْلم في مدخل ميناء لاكورنيا الواقع في شمال ـ غرب إسبانيا منذ أواخر القرن الأول بعد الميلاد، عندما أنشأ الرومان برج بريغانتيا. | [ 5 ]         |
|                    | مدينة أفيلا القديمة                     | تقع في وسط إسبانيا                                                                        | ثقافي                | 310-001    | 2008          | عاصمة مقاطعة آبلة التابعة لمنطقة قشتالة وليون. |               |
|                    | حديقة تيد الوطنية                       | جزر الكناري                                                                               | حديقة وطنية          | 1258       | 2007          | تقع في جزيرة تنريفي في جزر الكناري في إسبانيا وتشغل الجزء العلوي منها. تغطي 18990 هكتارًا وتشمل قمة جبل تيد بارتفاع 3718 متر فوق مستوى سطح البحر و7000 متر فوق قاع المحيط. أُعلنت في 22 يناير عام 1954 بوصفها حديقة وطنية. | [ 6 ]         |
|                    | جسر فيسكايا                             | يمتد فوق نهر نير                                                                          | ثقافي                | 1217       | 2006          | جسر قديم يمتد فوق نهر نيرڤيون عند مصب بلباو، يربط بين مدينتي چوتكسو وبورتچاليتي في مقاطعة بيسكاي الإسبانية. يبلغ طوله 160 مترًا وارتفاعه 45 مترًا، وهو يجمع بين تقليد البناء المعدني للقرن التاسع عشر وتكنولوجيا الكوابل الفولاذية الملولبة، صممه المهندس آلبرتو بالاسيو. | [ 7 ]         |
|                    | أبدة                                    | تقع في مقاطعة خاين التابعة لمنطقة أندلوسيا جنوب إسبانيا                                   | ثقافي                | 522        | 2003          | أُبَّدة (بالدال المعجمة أو المهملة، وبضم الهمزة وتشديد الباء الموحدة وفتحها). |               |
|                    | قصر آرانخويث الملكي                     | يقع في بلدة آرنخويث في منطقة مدريد ذاتية الحكم                                            | ثقافي                | 1044       | 2001          | هو مقر إقامة لملك إسبانيا والقصر مفتوح للعامة كأحد المواقع الملكية الإسبانية. |               |
|                    | موقع أتابويركا التاريخي                 | شمال إسبانيا                                                                              | ثقافي                | 989        | 2000          | موقع تاريخي يعود إلى مرحلة ما قبل التاريخ في شمال إسبانيا. تحتوي كهوف سييرا دي أتابويركا مخلّفات أحفوريّة غنيّة للناس الأوائل الذين استقرّوا في أوروبا منذ حوالى مليون سنة وحتّى يومنا هذا. وهي تشكّل مخزوناً استثنائيّاً للبيانات التي تتيح دراستها العلميّة معلومات نفيسة حول أطباع الأسلاف ونمط حياتهم. |               |
|                    | حديقة النخيل في إلش                     | مدينة إلش، مقاطعة أليكانتي                                                                | ثقافي                | 930        | 2000          | حديقة ومزارع نخيل. تغطي أكثر من 3.5 كم²، بما في ذلك 1.5 كم² داخل مدينة إلش، حيث تُعد من أكبر مزارع النخيل في أوروبا. يصل عدد نخيلها إلى 11,000 نخلة، بعدما كما يقدر عدده بحوالي 200,000 نخلة في القرن الثامن عشر. |               |
|                    | جزيرة إيبيزا                            | مدينة إلش، مقاطعة أليكانتي                                                                | مختلط                | 417        | 1999          | جزيرة من جزر البليار ذاتية الحكم الواقعة في البحر المُتوسط والتي تتبع لــ إسبانيا. اسم الجزيرة يابسة مشتق من اللغة العربية من كلمة «يابسة». | [ 9 ]         |
|                    | ألكالا دي إيناريس (قلعة النار)          | تقع في منطقة مدريد                                                                        | ثقافي                | 876        | 1998          | كانت مهدًا للأديب الإسباني الشهير ميجيل دي ثيربانتس. وثقافيًا تنتسب إلى كوماركا دي ألكالا، والتي تعد أيضًا عاصمة لها. | [ 10 ]        |
|                    | قصر الموسيقى الكتالونية                 | برشلونة، كاتالونيا                                                                        | ثقافي                | 804bis-001 | 1997          | قاعة للاحتفالات صممت على الطراز الكاتالوني من قبل المعماري لويس إي مونتانير وبني في برشلونة، كاتالونيا في إسبانيا بين عامي 1905 و1908. افتتح القصر رسميا في 9 فبراير 1908، ويصنف حاليا كأحد مواقع التراث العالمي في إسبانيا من قبل اليونسكو. |               |
|                    | لاس مدولاس                              | يقع بالقرب من بلدة بونفيرادا في منطقة البيرثو بمقاطعة ليون، منطقة قشتالة وليون في إسبانيا | ثقافي                | 803        | 1997          | كان المنظر الطبيعي لاس مدولاس بمثابة منطقة مناجم الذهب الأكثر أهمية في زمن الإمبراطورية الرومانية. |               |
|                    | سوق الحرير                              | فالينسيا                                                                                  | ثقافي                | 782        | 1996          | مجموعة من المباني شيدت بين عامي 1482 و1533 |               |
|                    | قونكة                                   | وسط إسبانيا                                                                               | ثقافي                | 781        | 1996          | عاصمة مقاطعة قونكة التابعة لكاستيا لا منتشا. |               |
|                    | منتزه دنيانا الوطني                     | يقع في الأندلس عند الضفّة اليمنى لنهر الوادي الكبير                                        | منتزة - محمية طبيعية | 685bis     | 1994          | موطن خمسة أصناف من الطيور المهددة وأعظم مواطن أعشاش مالك الحزين في المنطقة المتوسطية والموقع الذي يبيت فيه أكثر من 500000 عصفور مائي في فصل الشتاء. | [ 11 ] [ 12 ] |
|                    | مدينة سلامنكا القديمة                   | تقع في مقاطعة قشتالة وليون في وسط شمال إسبانيا                                            | ثقافي                | 381        | 1988          | يبلغ عدد سكانها حوالي 160,000 نسمة. |               |
|                    | كاتدرائية إشبيلية (الخيرالدة)           | إشبيلية                                                                                   | ثقافي                | 383-001    | 1987          | أكبر كاتدرائيات القرون الوسطى القوطية. |               |
|                    | قصر المورق                              | إشبيلية                                                                                   | ثقافي                | 383-002    | 1987          | قصر المورق أو قصر المبارك (كما عرفه بنو عبَّاد) أو كما يعرف حديثاً قصر إشبيلية . |               |
|                    | مدينة طليطلة التاريخية                  | تقع على بعد 75 كيلومتراً جنوب العاصمة الإسبانية مدريد                                      | ثقافي                | 379        | 1986          | أعلنت طليطلة موقع تراث عالمي من قبل اليونسكو في 1986 للتراث الثقافي الضخم بوصفها واحدة من العواصم السابقة للامبراطورية الإسبانية ومكان لتعايش الثقافات الإسلامية والمسيحية واليهودية |               |
|                    | قصرش (قصرآش أو كاثيرس)                  | مقاطعة قصرش بمنطقة إكستريمادورا ذاتية الحكم في غرب إسبانيا                                | ثقافي                | 384        | 1986          | بلغ عدد سكانها في تعداد سنة 2013 ما يزيد على 96 ألف نسمة. وتبلغ مساحة البلدية 1750.33 كيلومترًا مربعًا، وهي بذلك أكبر بلديات إسبانيا مساحةً. وتعد المدينة المسوّرة موقعًا من مواقع التراث العالمي. |               |
|                    | قناة شقوبية                             | وسط إسبانيا بمدينة شقوبية القديمة                                                         | ثقافي                | 311        | 1985          | جسر قناة مائية اصطناعية تعود إلى العصر الروماني، وتُعَدّ إحدى أهم وأفضل الإنشاءات القديمة حفظاً في شبه الجزيرة الأيبيرية. وهي أحد أبرز رموز المدينة الوطنية، إلى حدّ أنها مرسومةٌ على شعار نبالة المدينة. |               |
|                    | قصر شقوبية                              | جزء من المدينة القديمة لشقوبية                                                            | ثقافي                | 311        | 1985          | القصر هو حصن شيده المرابطون حوالي عام 1122م. وهو جزء من المدينة القديمة لشقوبية في إسبانيا المسجلة في موقع التراث العالمي. |               |
|                    | كهف ألتميرا                             | يقع في سانتايلانا ديل مار في شمال غرب إسبانيا                                             | ثقافي                | 310-001    | 2008-1985     | يعد من أوائل الكهوف المزينة برسوم الحيوانات المكتشفة في العالم. اكتشفه الأسباني مارتشيلينو ساوتيولا سنة 1868م، وحاز أهميته في عام 1875م؛ عندما اكتشفت ابنة ساوتيولا ذات التسع سنوات رسوم ثيران على سقفه، إلا أن أقدم الرسوم لم يتأكد إلا في عام 1900م. |               |
|                    | كاتدرائية برغش                          | تقع في المدينة الإسبانية برغش                                                             | ثقافي                | 316        | 1984          | أدرجت الكاتدرائية على لائحة التراث العالمي من قبل اليونيسكو وذلك منذ عام 1984. وتشابه الكاتدائية في التصميم كاتدرائية بروكسل. |               |
|                    | ساغرادا فاميليا (كنيسة العائلة المقدسة) | تقع في حي ساغرادا فاميليا بمدينة برشلونة، كاتالونيا في إسبانيا                            | ثقافي                | 320bis     | 1984          | كنيسة كاثوليكية رومانية، تعد من أضخم كنائس أوروبا. |               |
|                    | جنة العريف                              | يقع بالقرب من قصر الحمراء ويبعد عنه مسافة كيلو متر واحد                                   | ثقافي                | 314        | 1984          | شيد القصر في أواخر القرن الثالث عشر الميلادي، ويقع شمال شرقي قصر الحمراء، وكان يتخذه ملوك غرناطة منتزهاً للراحة والاستجمام. |               |
|                    | البيازين                                | يقع في غرناطة                                                                             | ثقافي                | 314-002    | 1984          | هو حيّ ذو أصل أندلسي ويُعد وجهة أساسية لكثير من الزوار الذين يقصدونه لمكانته التاريخية والمعمارية ولمناظره الطبيعية. |               |
|                    | قصر الحمراء                             | غرناطة                                                                                    | ثقافي                | 314        | 1984          | هو قصر أثري وحصن شيده الملك المسلم العربي أبو عبد الله محمد الأول محمد بن يوسف بن محمد بن أحمد بن نصر بن الأحمر بين 1238-1273 في مملكة غرناطة خلال النصف الثاني من القرن العاشر الميلادي. وهو من أهم المعالم السياحية بأسبانيا ويقع على بعد 267 ميلاً (430 كيلومتر) جنوب مدريد. تعود بداية تشييد قصر الحمراء إلى القرن الرابع الهجري، الموافق للقرن العاشر الميلادي، وترجع بعض أجزائه إلى القرن السابع الهجري الموافق للقرن الثالث عشر الميلادي. وقد أستغرق بناؤه أكثر من 150 سنة. | [ 13 ]        |
|                    | الإسكوريال                              | يقع على بعد حوالي 45 كم (28 ميل) شمال غرب العاصمة الإسبانية مدريد                         | ثقافي                | 318        | 1984          | تتألف مجموعة مباني الإسكوريال من القصر الملكي، والدير، والكنيسة، والمعهد الديني، والمتحف، وعدد من الأبنية الصغيرة وتعدّ من أهم الصروح الملكية في أوروبا لضخامتها ومحتوياتها الفنية ومكتبتها الشهيرة. |               |

## القائمة

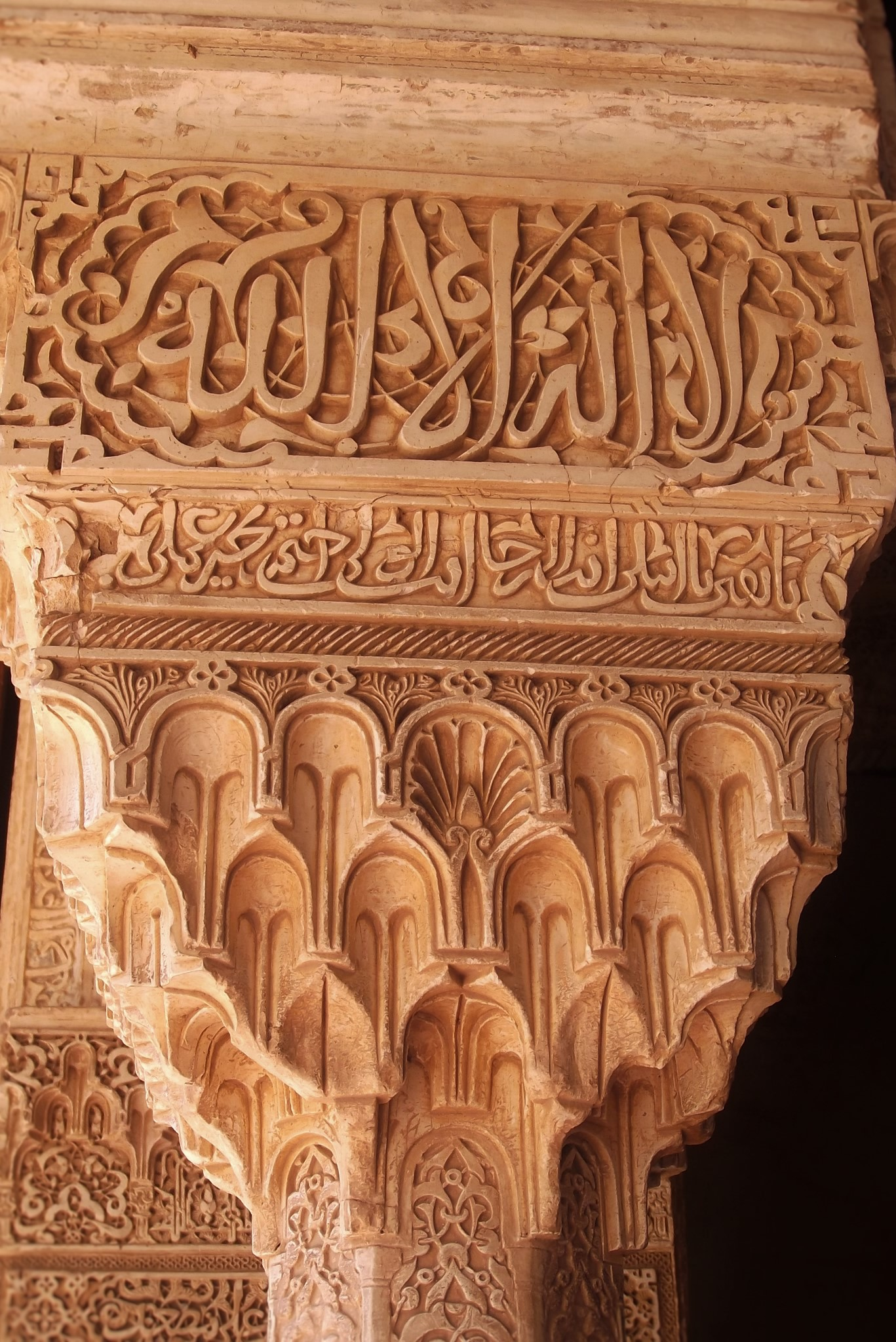
أحد النقوش ولفظ (لا إله إلا الله) على أحد أعمدة قصر جنة العريف في الحمراء بغرناطة.

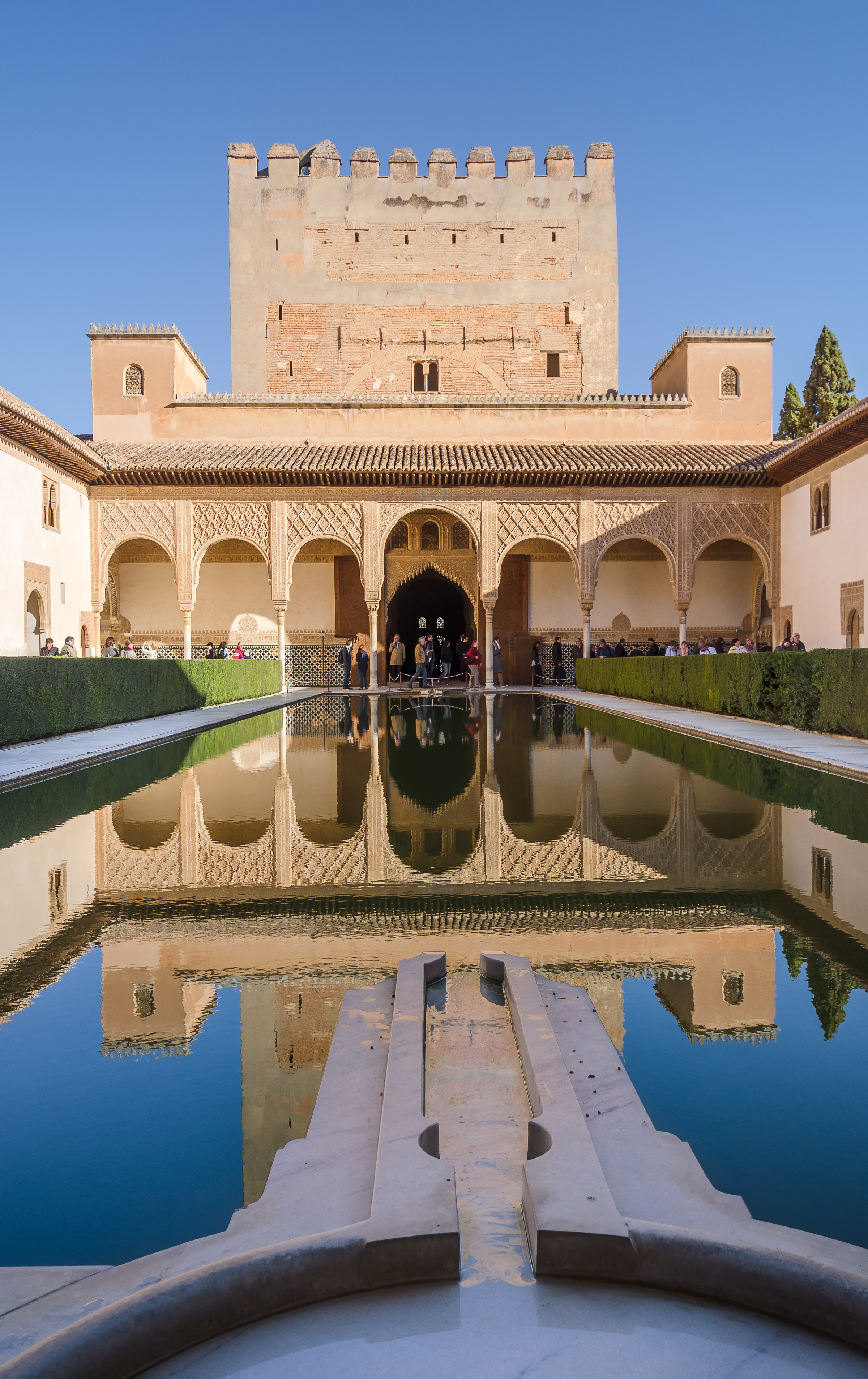
جنة العريف والبسان

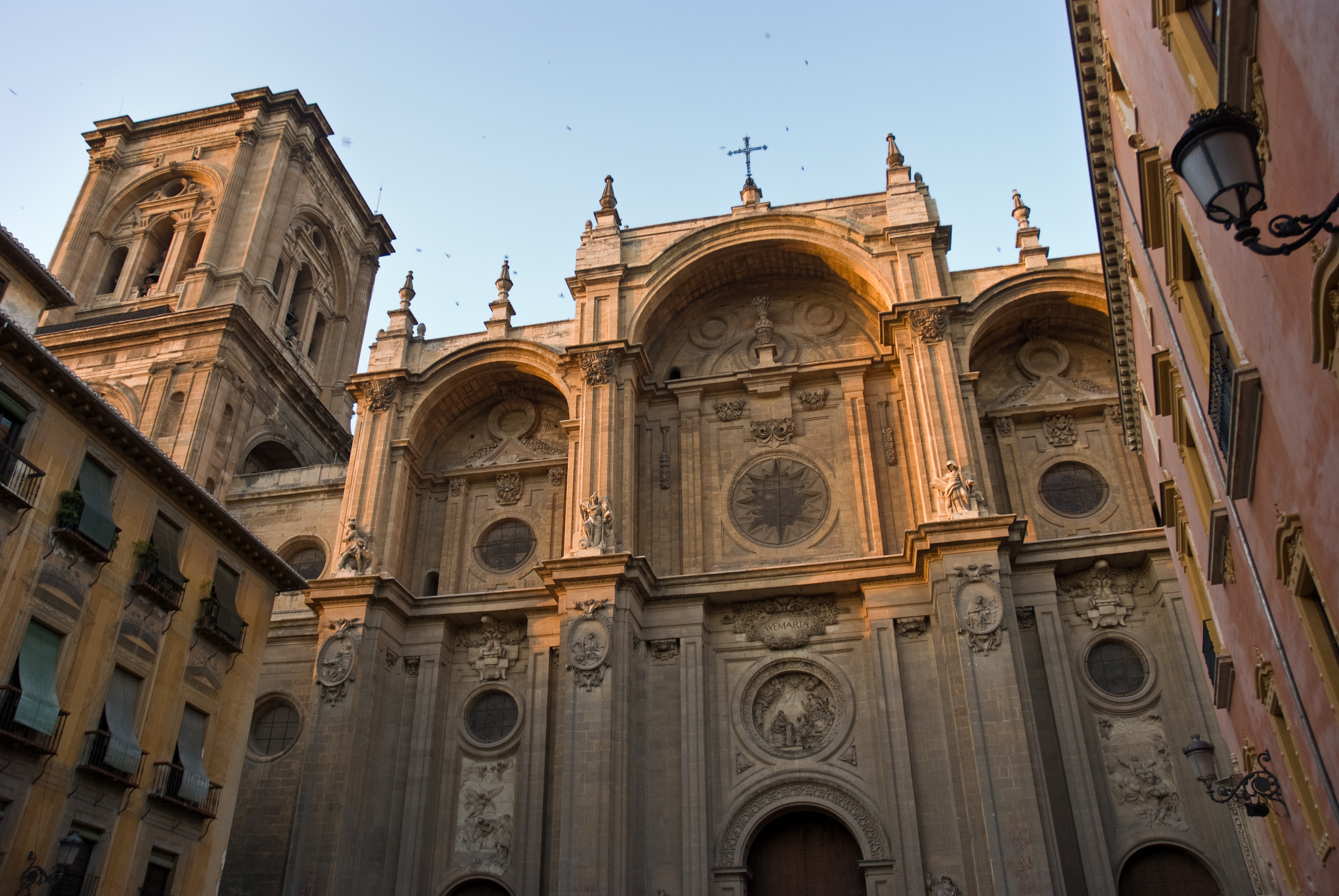
كاتدرائية غرناطة

| الموقع                                                                  | سنة التسجيل | تمديدات | ملاحظات |
| ساغرادا فاميليا (كنيسة العائلة المقدسة)                                 | 1984        |         | كنيسة كاثوليكية رومانية، تعد من أضخم كنائس أوروبا. |
| الإسكوريال                                                              | 1984        |         | تتألف مجموعة مباني الإسكوريال من القصر الملكي، والدير، والكنيسة، والمعهد الديني، والمتحف، وعدد من الأبنية الصغيرة وتعدّ من أهم الصروح الملكية في أوروبا لضخامتها ومحتوياتها الفنية ومكتبتها الشهيرة. |
| أعمال أنطوني غاودي                                                      | 1984        | 2005    | |
| الحمراء-جنة العريف - البيازين - غرناطة                                  | 1984        | 1994    | تسجيل 4 مواقع تراث عالمي |
| دير الإسكوريال                                                          | 1984        | -       | في مَدينة مدريد |
| كاتدرائية برغش                                                          | 1984        | -       | |
| وسط قرطبة التاريخي                                                      | 1984        | 1994    | |
| كهف ألتميرا                                                             | 1985        | 2008    | كهف ألتميرا وفن النقش في الصخور في العصر الحجري القديم شمال إسبانيا |
| مدينة أفيلا القديمة                                                     | 1985        |         | أفيلا القديمة وكنائسها القائمة خارج أسوار المَدينة |
| مدينة سانتياغو دي كومبوستيلا القديمة                                    | 1985        | -       | المدينة القديمة |
| قصر شقوبية - قناة شقوبية القديمة                                        | 1985        | -       | تسجيل موقعين: موقع القصر وموقع القناة |
| نصب أوفييد - قصر الأستوريين                                             | 1985        | 1998    | تسجيل موقعين: نصب أوفييد وقصر الأستوريين |
| مدينة طليطلة التاريخية                                                  | 1986        | -       | طليطلة |
| قصرش (قصرآش أو كاثيرس)                                                  | 1986        | -       | مقاطعة قصرش بمنطقة إكستريمادورا ذاتية الحكم في غرب إسبانيا |
| مدينة كاسيريس القديمة                                                   | 1986        | -       | المدينة القديمة |
| منتزه غاراخوناي الوطني                                                  | 1986        | -       | |
| هندسة أراغون المدجنة                                                    | 1986        | 2001    | |
| كاتدرائية إشبيلية                                                       | 1987        | -       | الكاتدرائية وقصرها وأرشيف الهند |
| الخيرالدة                                                               | 1987        | -       | هو برج قائم في إشبيلية، إسبانيا، ومن أهم معالمها. كان في السابق مئذنة في المسجد الكبير من عهد الموحدين إشبيلية.                                                                                     |
| مدينة سالامانكا القديمة                                                 | 1988        | -       | تقع في مقاطعة قشتالة وليون في وسط شمال إسبانيا يبلغ عدد سكانها حوالي 160,000 نسمة. |
| دير بوبلي                                                               | 1991        | -       | |
| دير سانتا ماريا دي غوادالوبي الملكي                                     | 1993        | -       | |
| طريق سانتياغو دي كومبوستيلا                                             | 1993        | -       | |
| مجموعة ميريدا الأثرية                                                   | 1993        | -       | |
| منتزه دنيانا الوطني                                                     | 1994        | 2005    | |
| سوق الحرير                                                              | 1996        | -       | في فالينسيا |
| قونكة                                                                   | 1996        | -       | مدينة تقع في وسط إسبانيا، هي عاصمة مقاطعة قونكة التابعة لمنطقة كاستـيا لا منتشا\|كاستيا لا منتشا.                                                                                                   |
| مدينة كوينكا التاريخية المحصنة                                          | 1996        | -       | |
| أديرة سان ميلان                                                         | 1997        | -       | في يوسو وسوسو |
| لاس مدولاس                                                              | 1997        | -       | يقع بالقرب من بلدة بونفيرادا في منطقة البيرثو بمقاطعة ليون، منطقة قشتالة وليون في إسبانيا |
| البرانس                                                                 | 1997        | 1999    | الجبل الضائع |
| لا ميدولاس                                                              | 1997        | -       | |
| جامعة آلكالا دي هيناريس                                                 | 1998        | -       | وحيّها التَّاريخيّ |
| الفن الصخري التاريخي في حوض البحر الأبيض المتوسط لشبه الجزيرة الإسبانية | 1998        | -       | الفن الصخري التاريخي في حوض البحر الأبيض المتوسط لشبه الجزيرة الإسبانية |
| ألكالا دي إيناريس (قلعة النار)                                          | 1998        | -       | كانت مهدًا للأديب الإسباني الشهير ميجيل دي ثيربانتس. وثقافيًا تنتسب إلى كوماركا دي ألكالا، والتي تعد أيضًا عاصمة لها.                                                                                  |
| إيبيزا                                                                  | 1999        | -       | تنوّع بيولوجي وثقافة |
| سان كريستوبال دي لا لاغونا                                              | 1999        | -       | |
| أسوار لوغو الرومانية                                                    | 2000        | -       | |
| بستان النخيل في إيلش                                                    | 2000        | -       | |
| كنائس رومانية كاتالونية في فال دي بوي                                   | 2000        | -       | |
| مجموعة تاراكو التاريخية                                                 | 2000        | -       | |
| موقع أتابويركا التاريخي                                                 | 2001        | -       | |
| قصر آرانخويث الملكي                                                     | 2001        | -       | |
| مجمعات فنية نهضوية في أوبيدا وبايزا                                     | 2003        | -       | |
| أبدة                                                                    | 2003        | -       | أُبَّدة (بالدال المعجمة أو المهملة، وبضم الهمزة وتشديد الباء الموحدة وفتحها). |
| جسر فيسكايا                                                             | 2006        | -       | |
| حديقة تيد الوطنية                                                       | 2007        | -       | |
| برج هرقل                                                                | 2009        | -       | |
| المادن                                                                  | 2012        | -       | تقع في منطقة قشتالة لا منتشا وسط إسبانيا، يبلغ عدد سكانها 6.294 نسمة وفقاً لإحصائية سنة (2007). |

## ألبوم صور

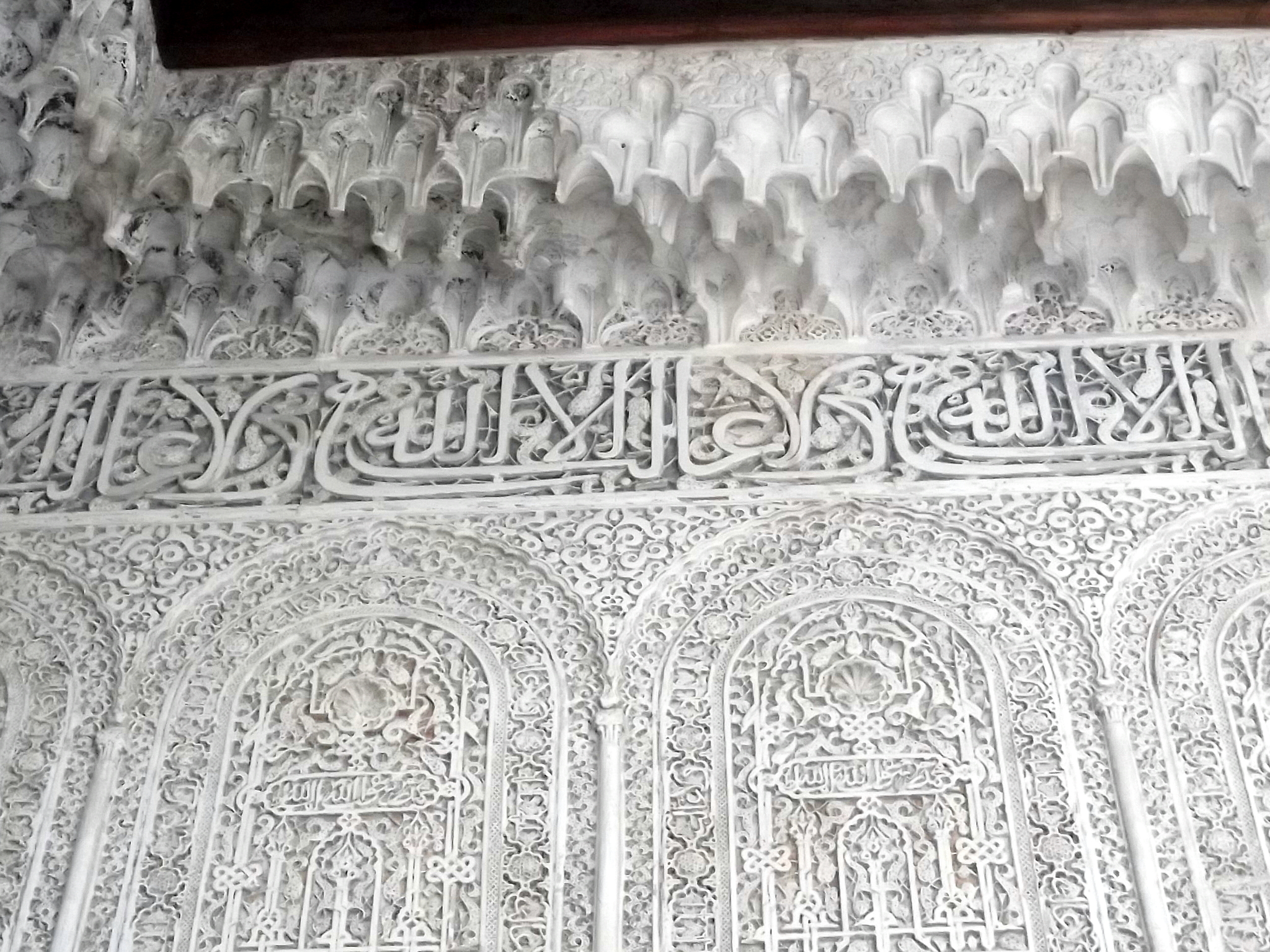
أحد النقوش في قصر جنة العريف بالحمراء.
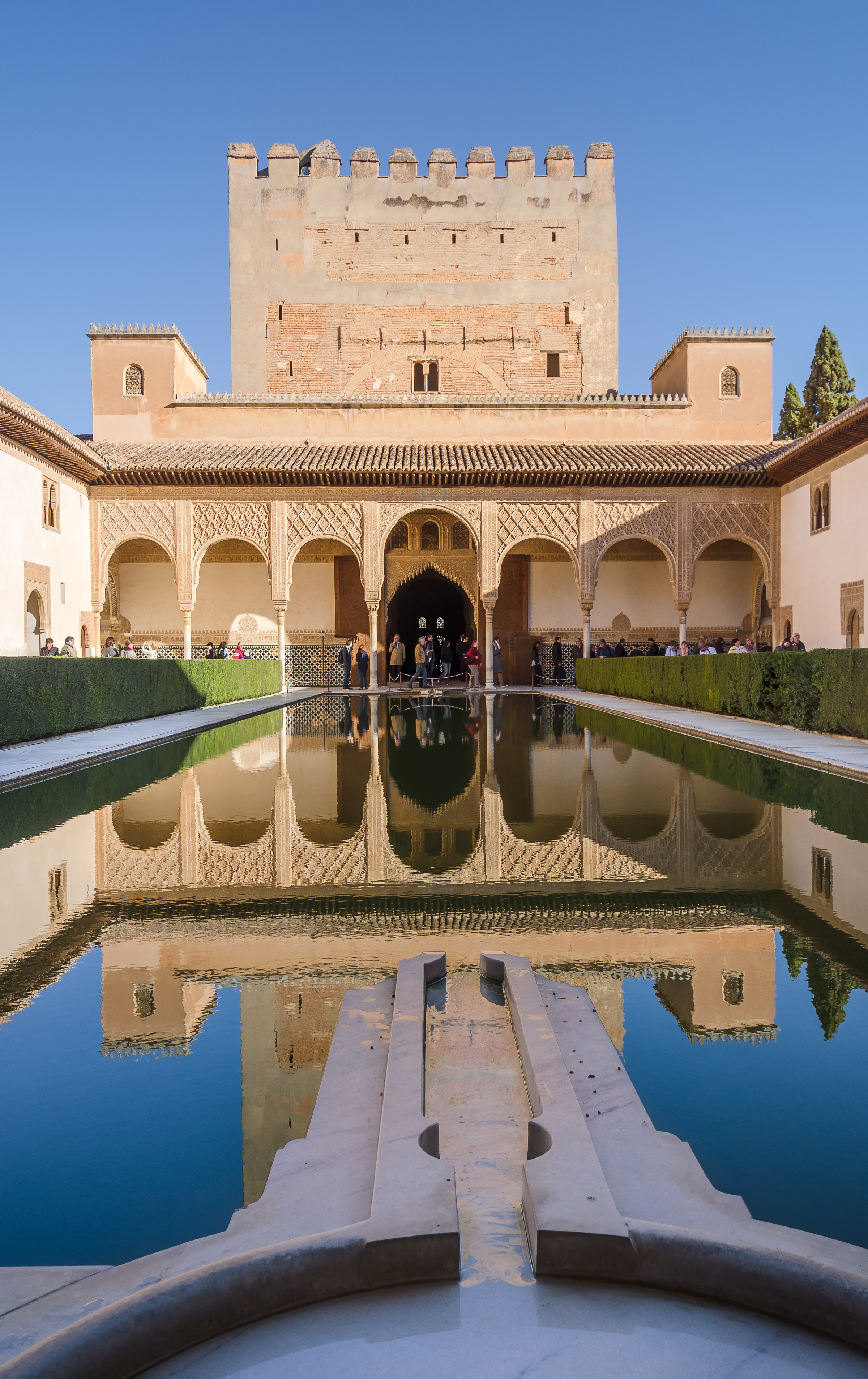
جسر فيسكايا
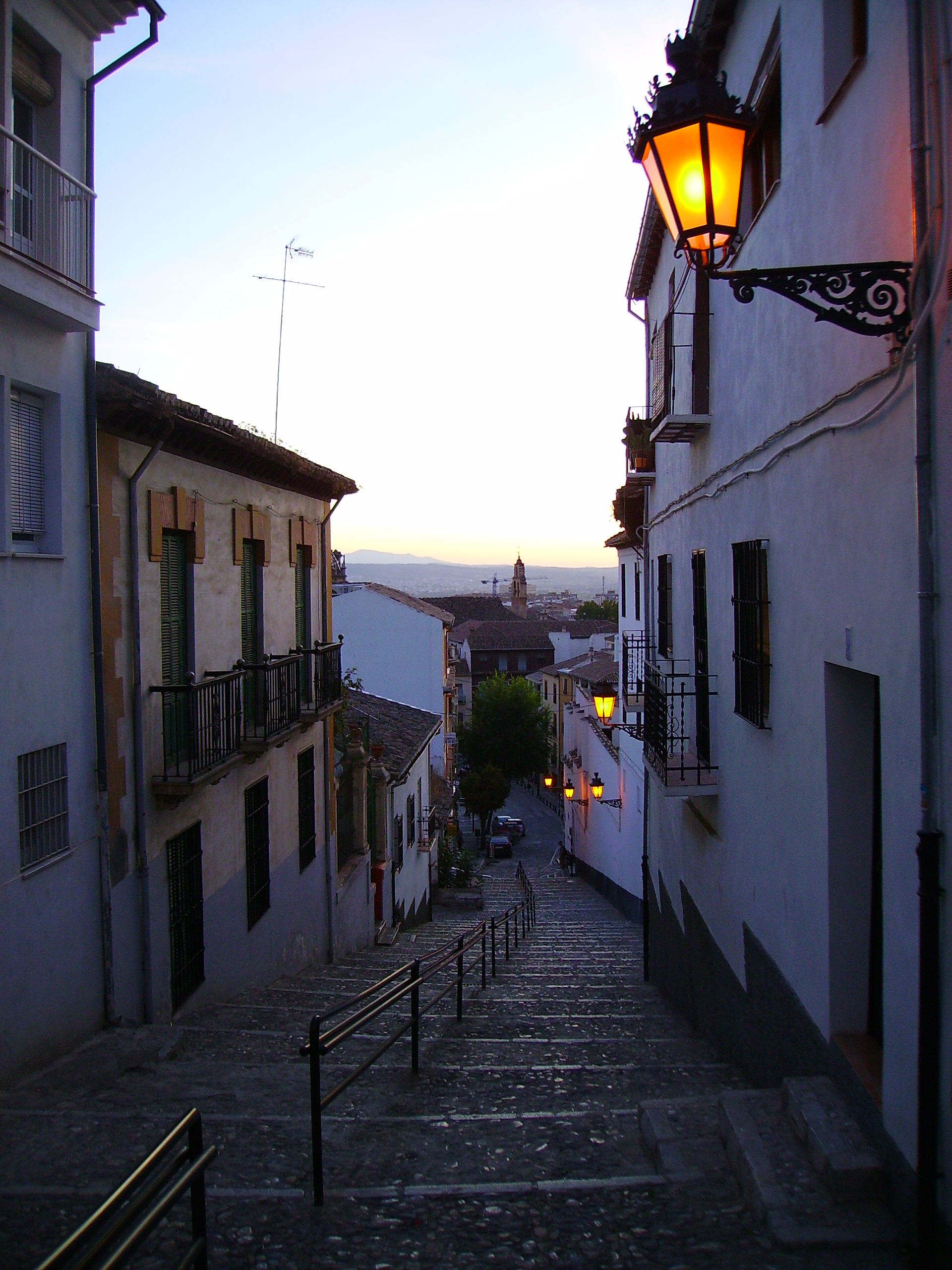
البيازين
منظر لمنطقة الحمراء
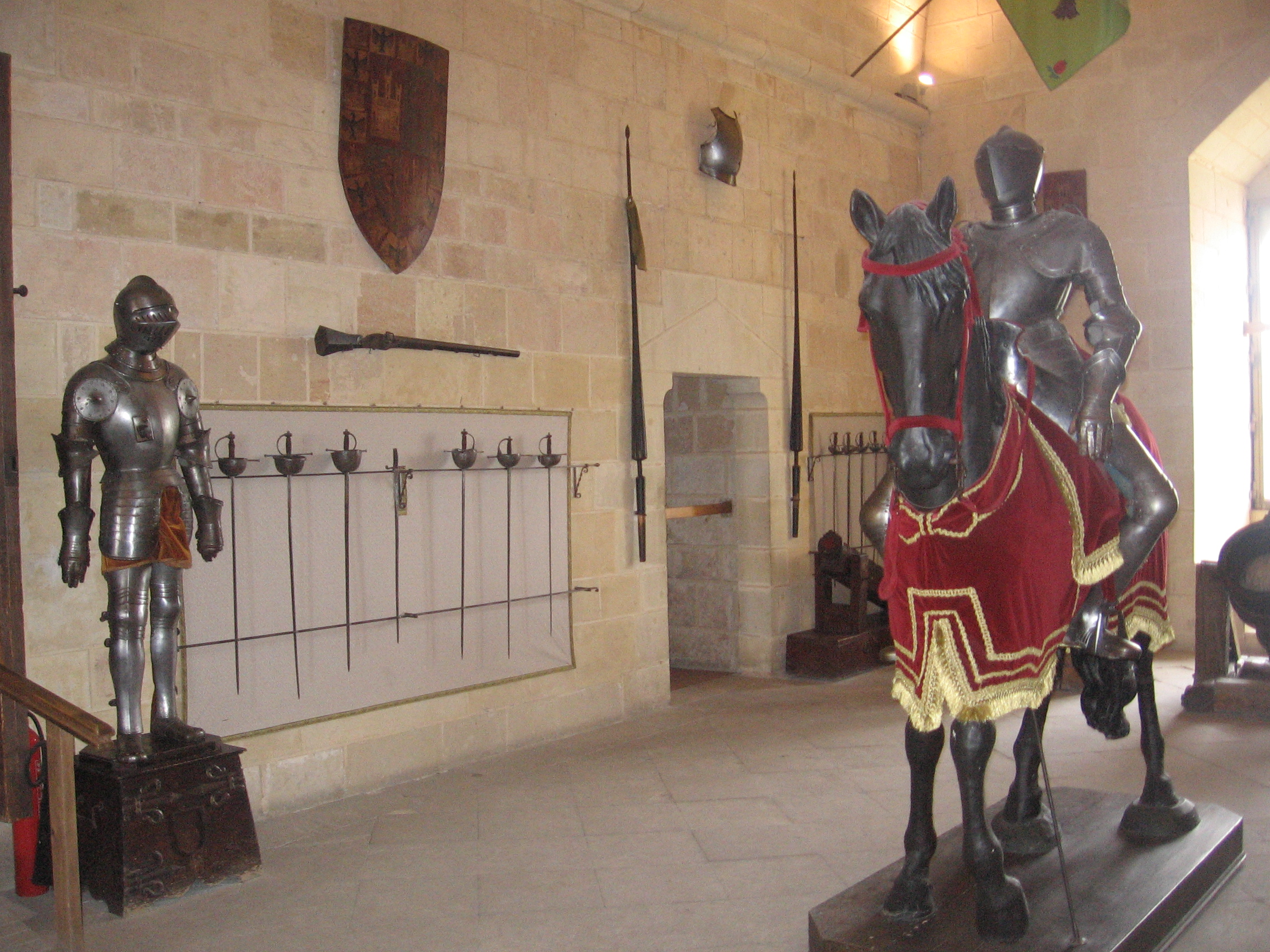
مستودع الاسلحة، قصر شقوبية
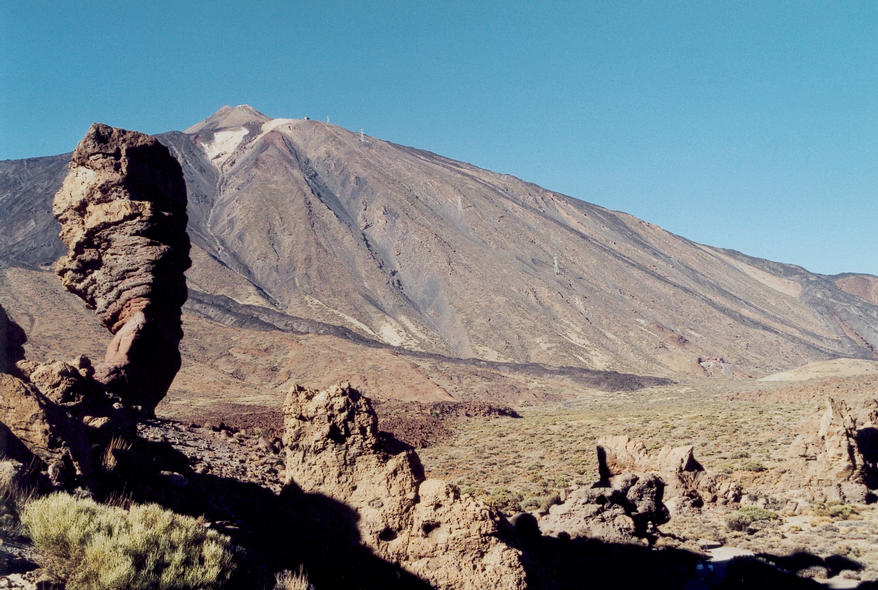
حديقة تيد الوطنية
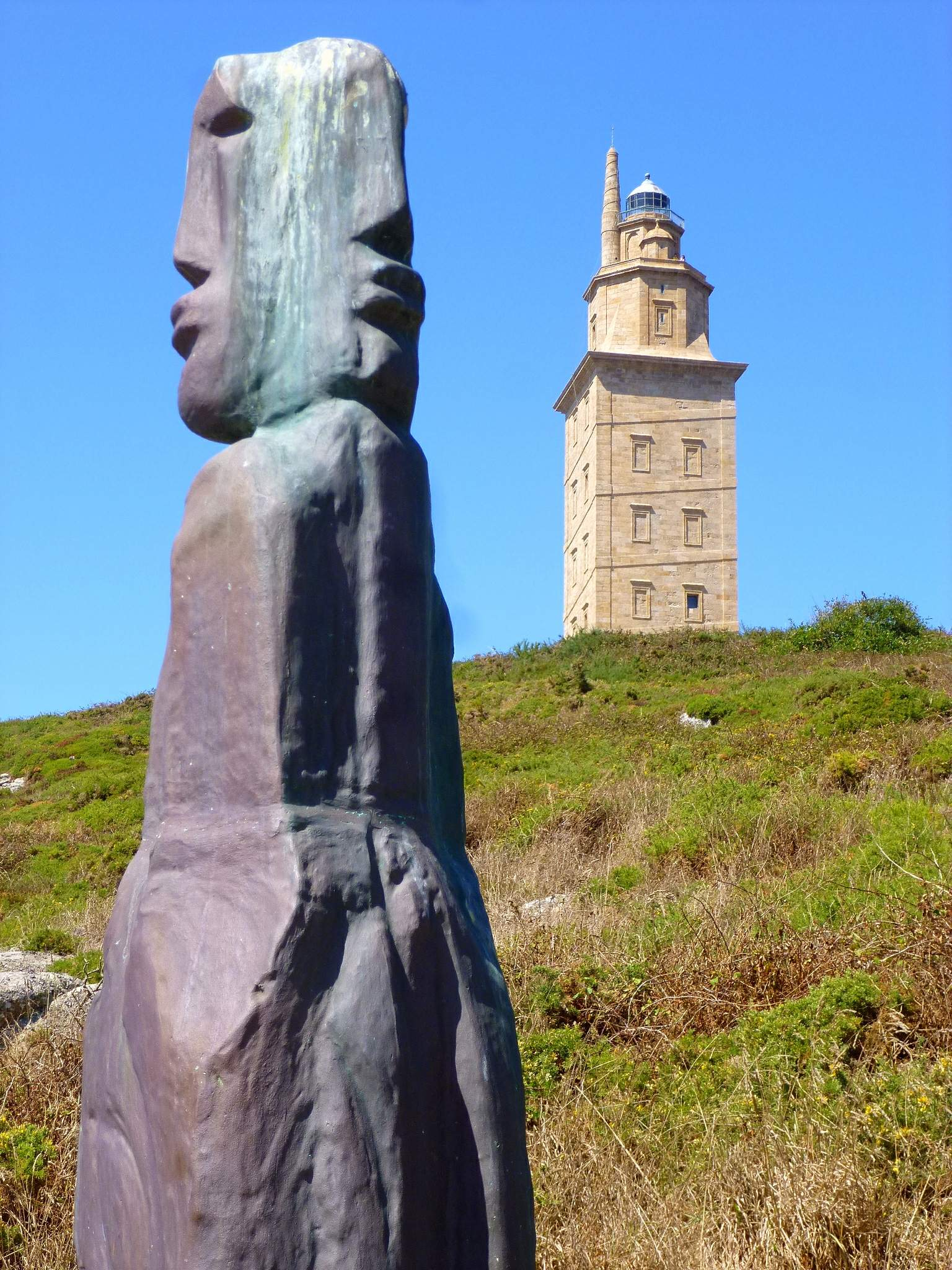
برج هرقل
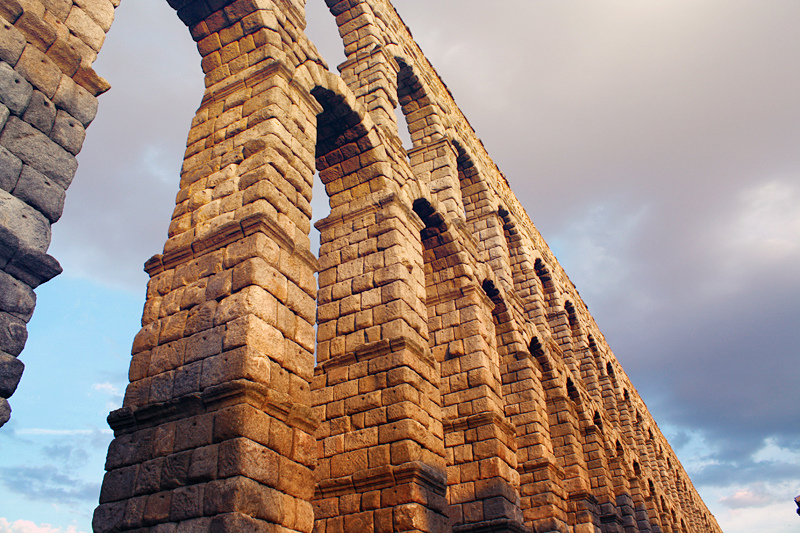
قناة شقوبية
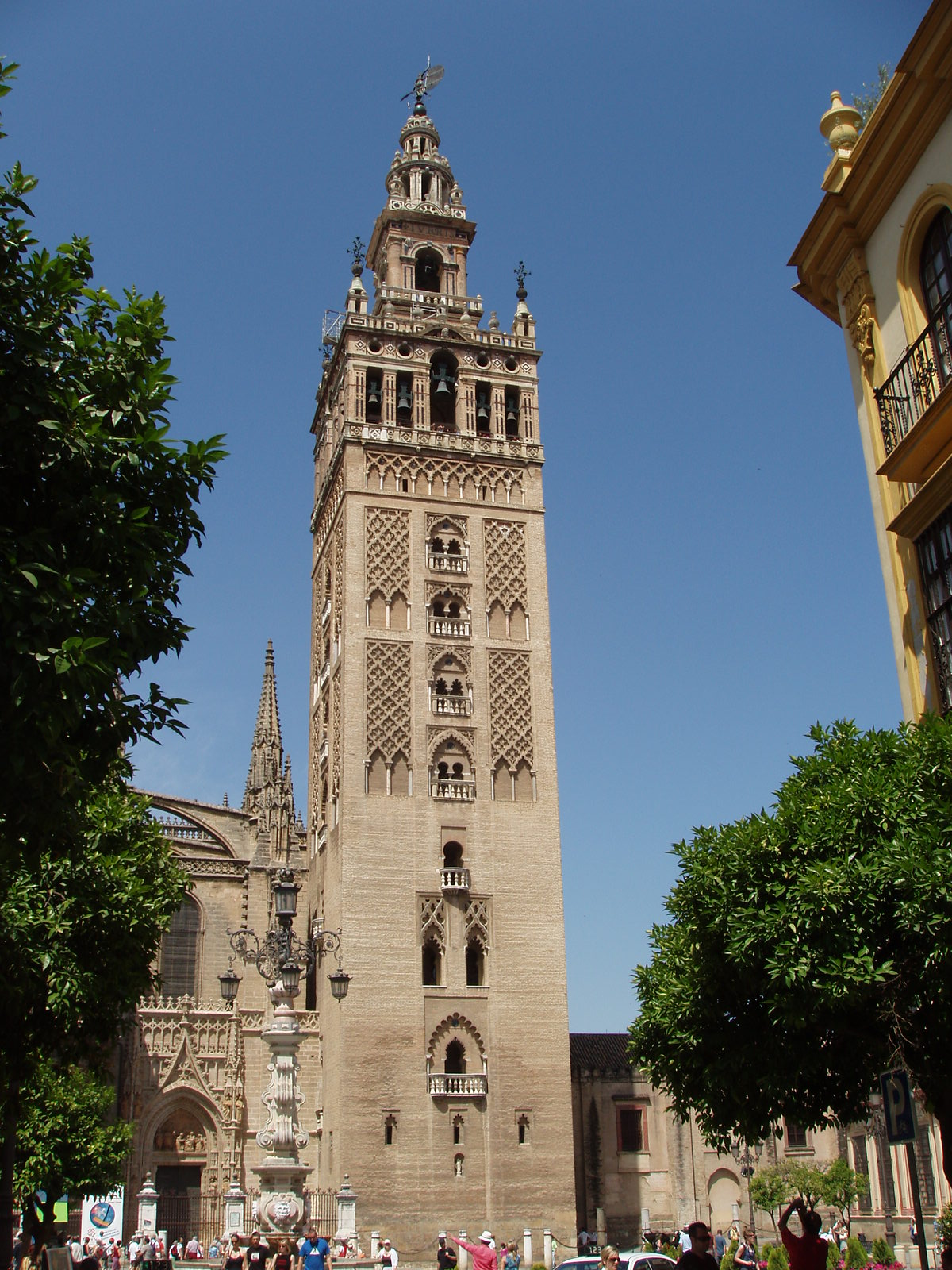
مئذنة المسجد الجامع, وعليه تقوم اليوم كاتدرائية "جيرالدا بسيفييا
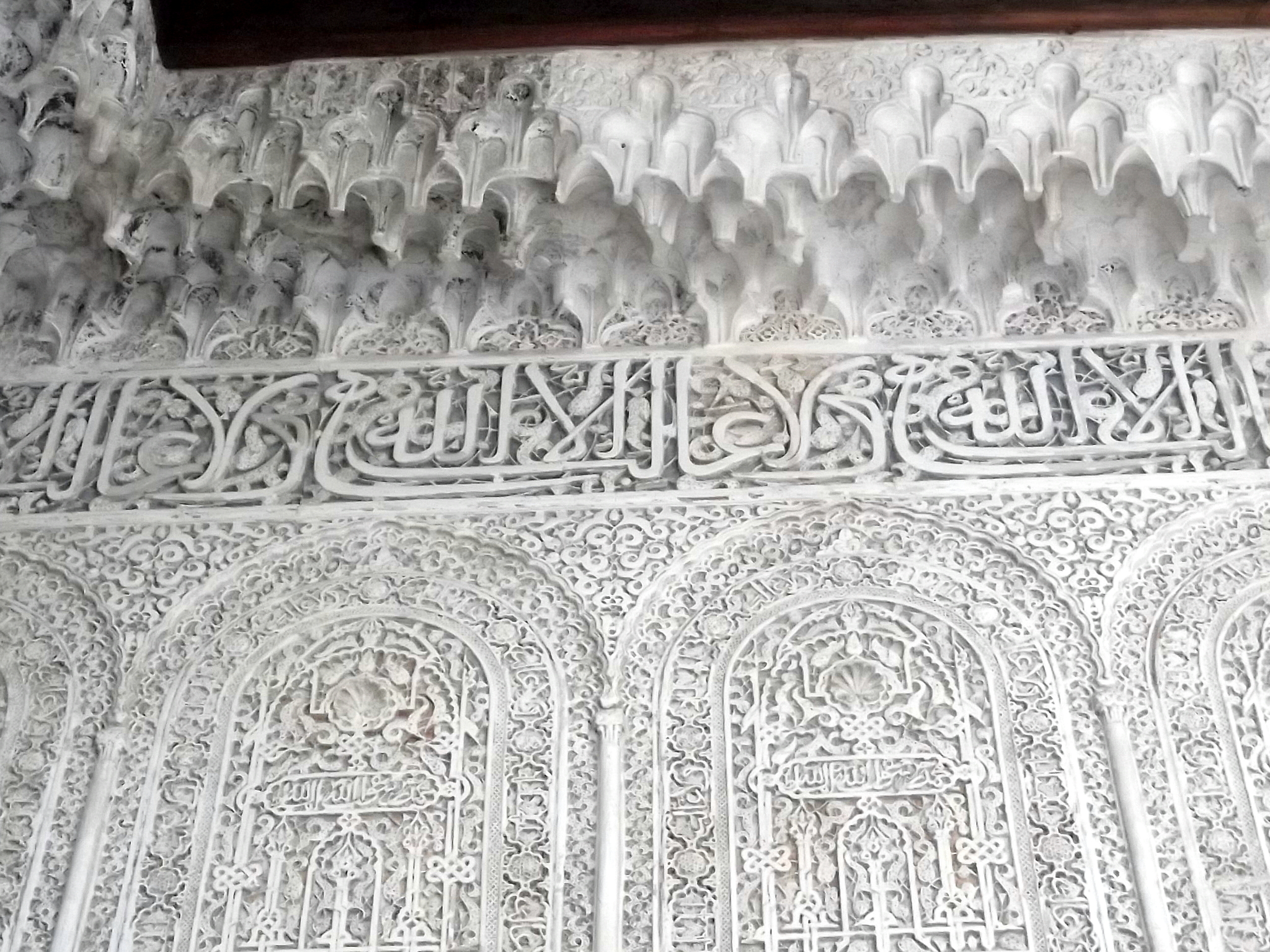
أحد النقوش في قصر جنة العريف بالحمراء.
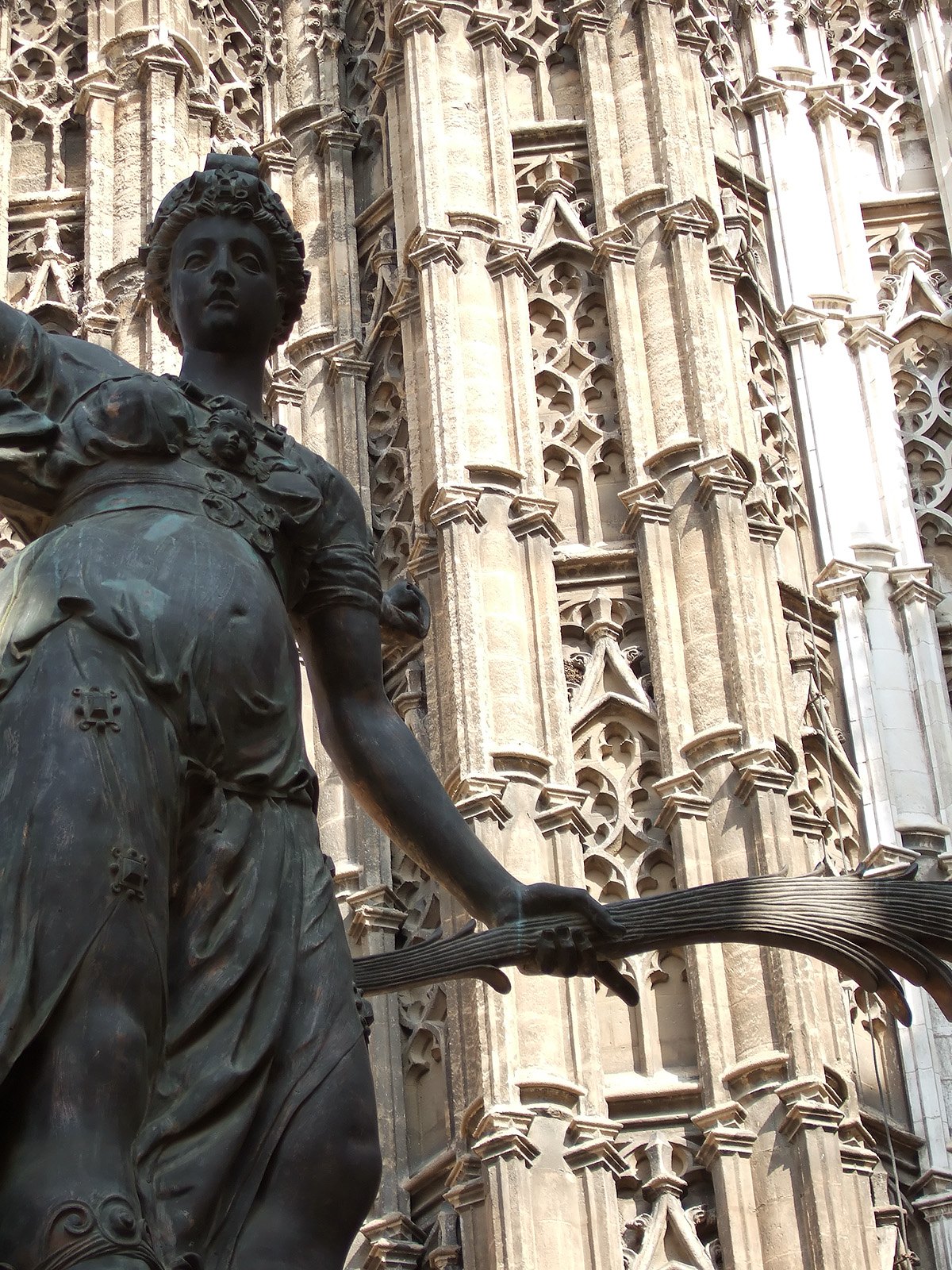
جانب من كاتدرائية إشبيلية
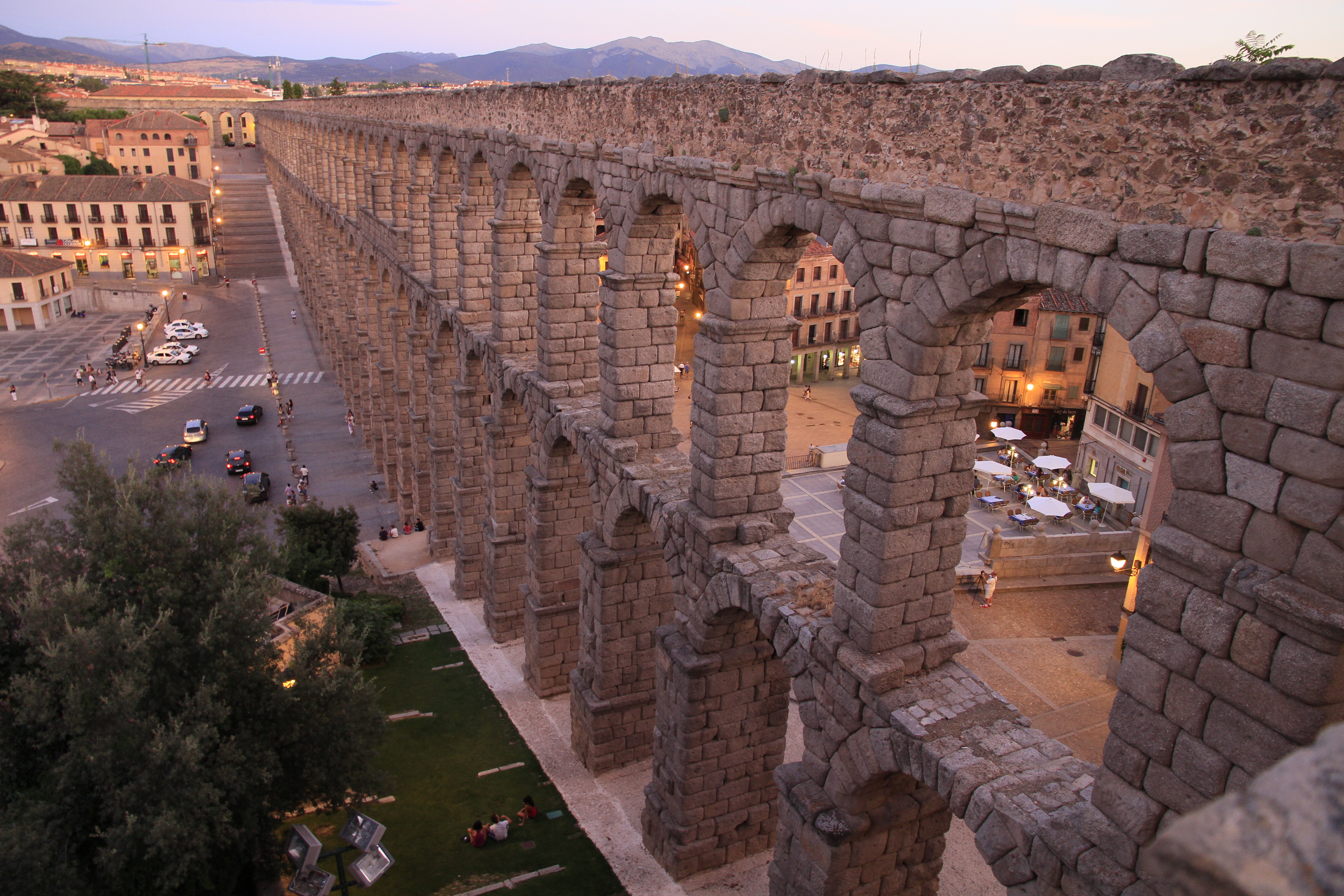
قناة شقوبية من زاوية علوية
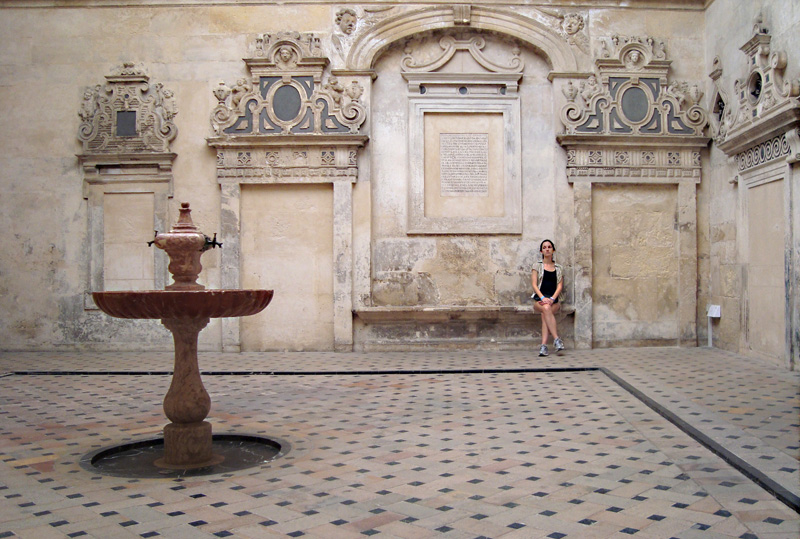
كاتدرائية إشبيلية
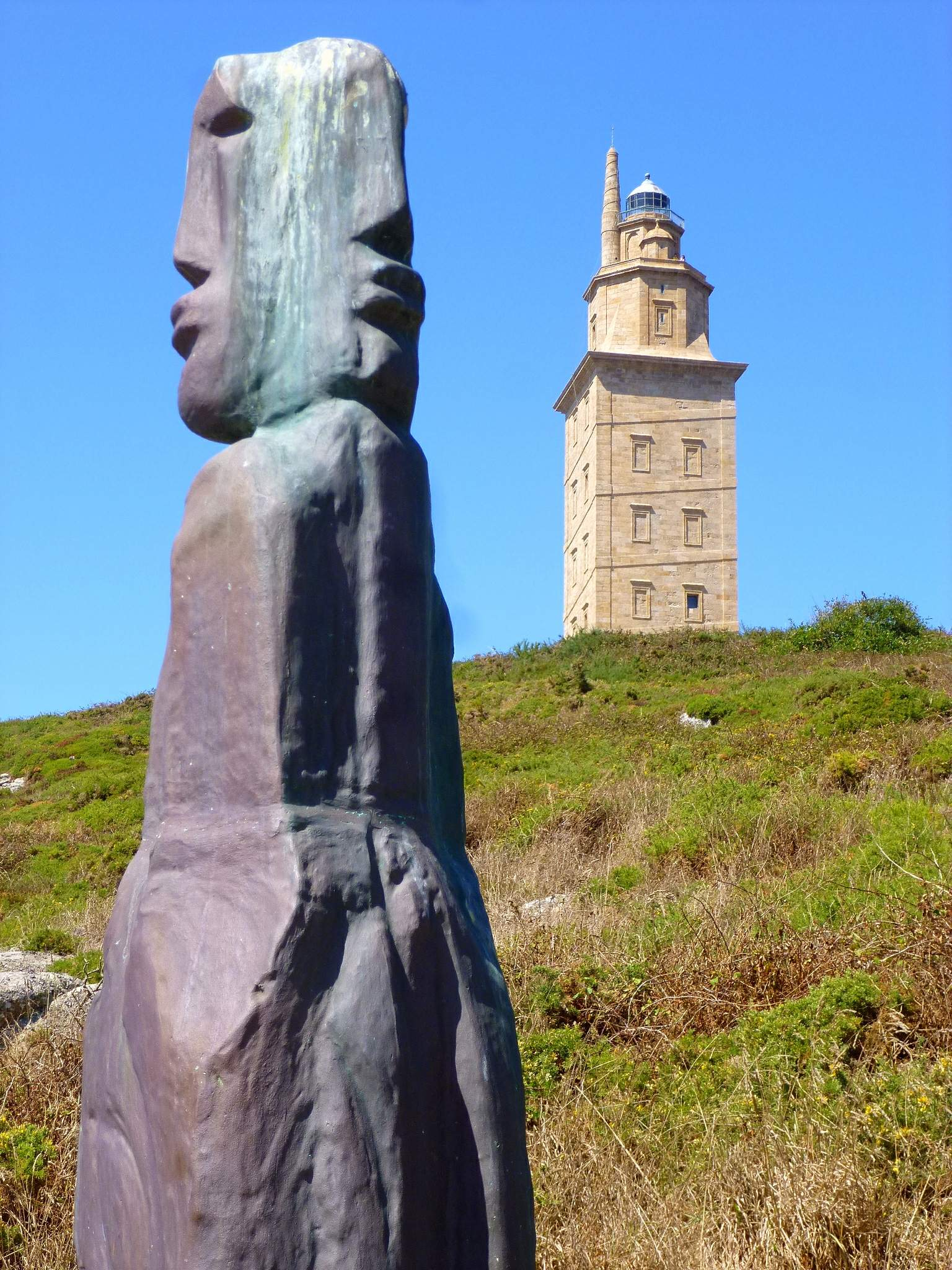
برج هرقل
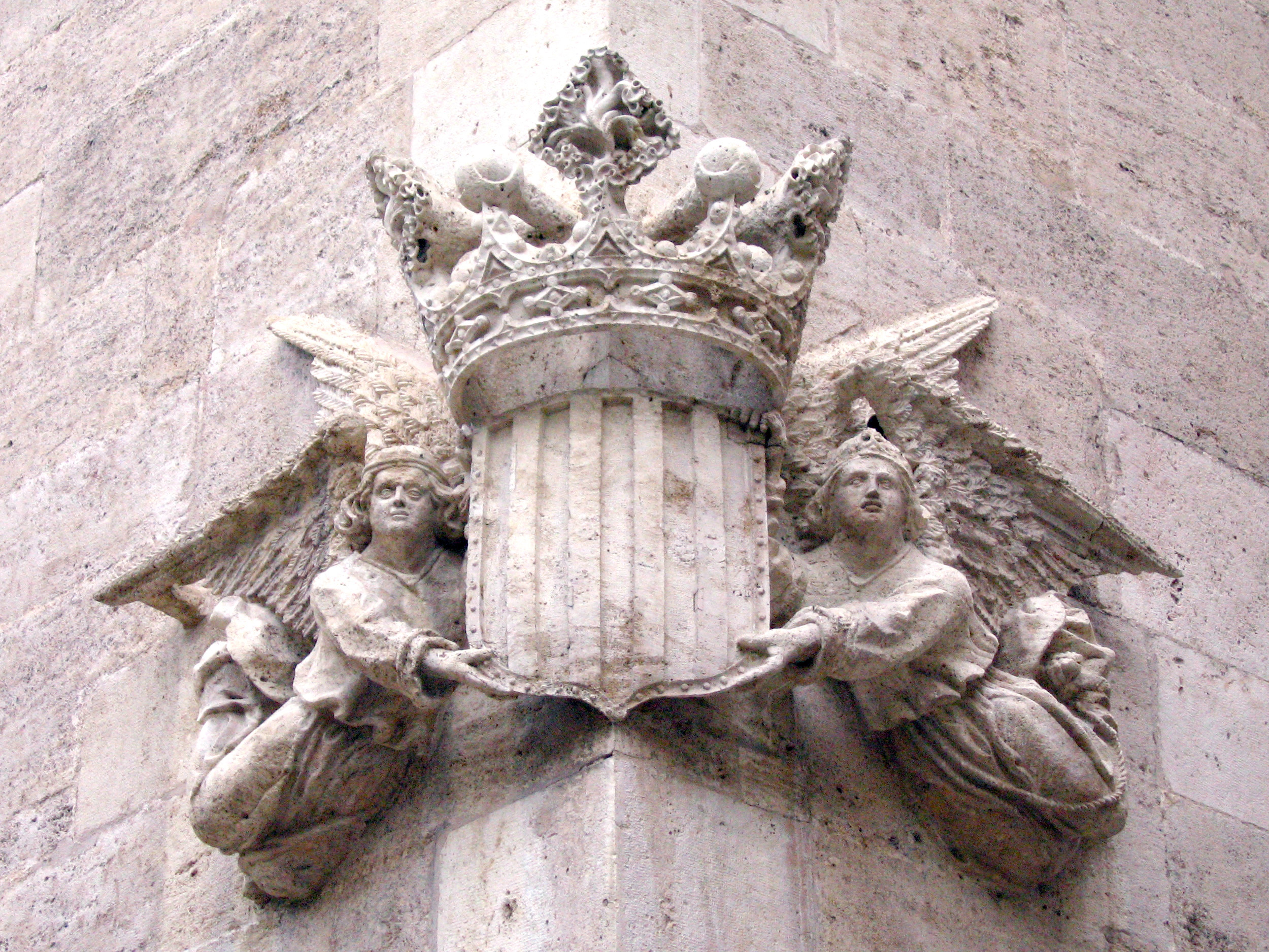
التسلح الملكي للمملكة بلنسية سوق الحرير
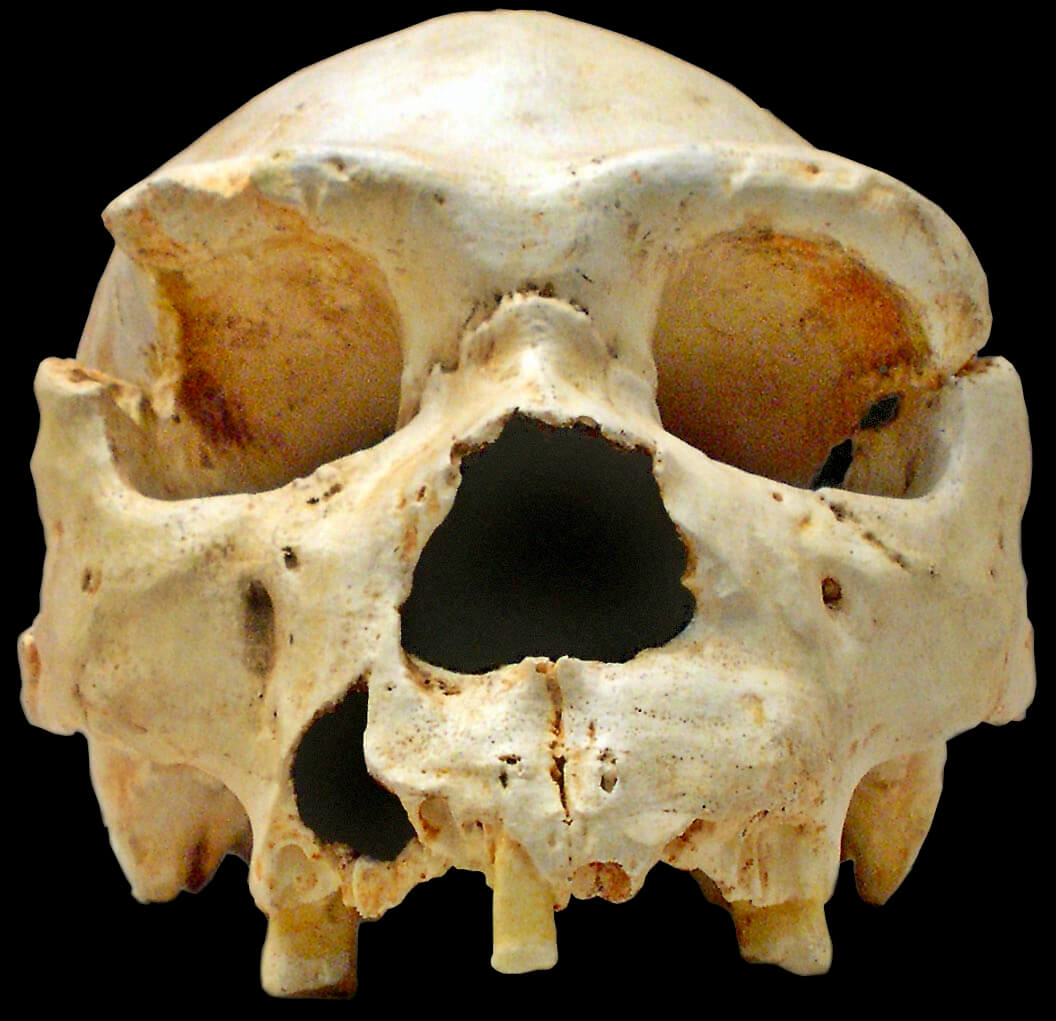
جمجمة لإنسان أتابوركاي، واحدة من الاكتشافات الأكثر أهمية. لم يتم العثور على الفك السفلي
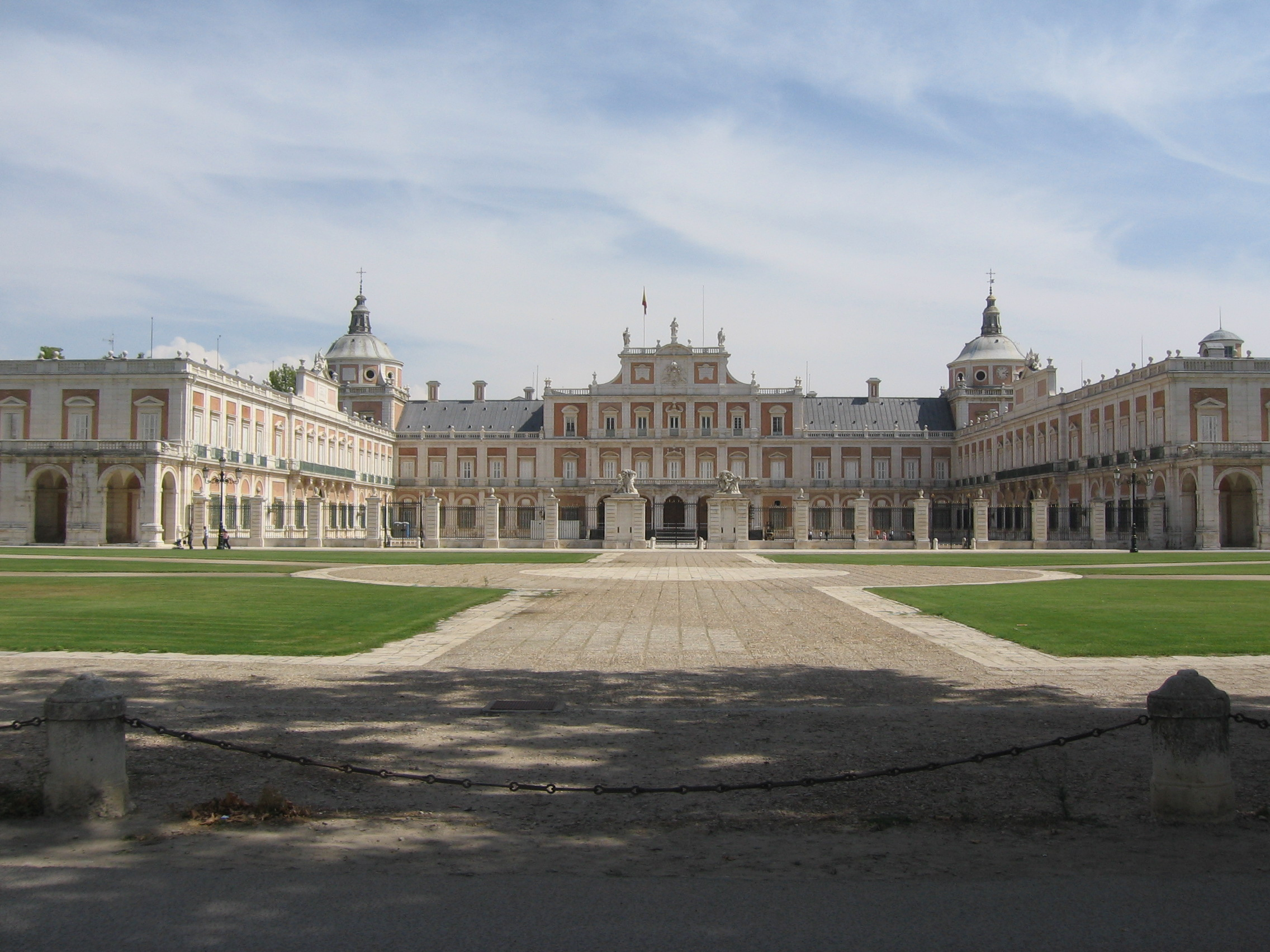
واجهة قصر آرانخويث الملكي
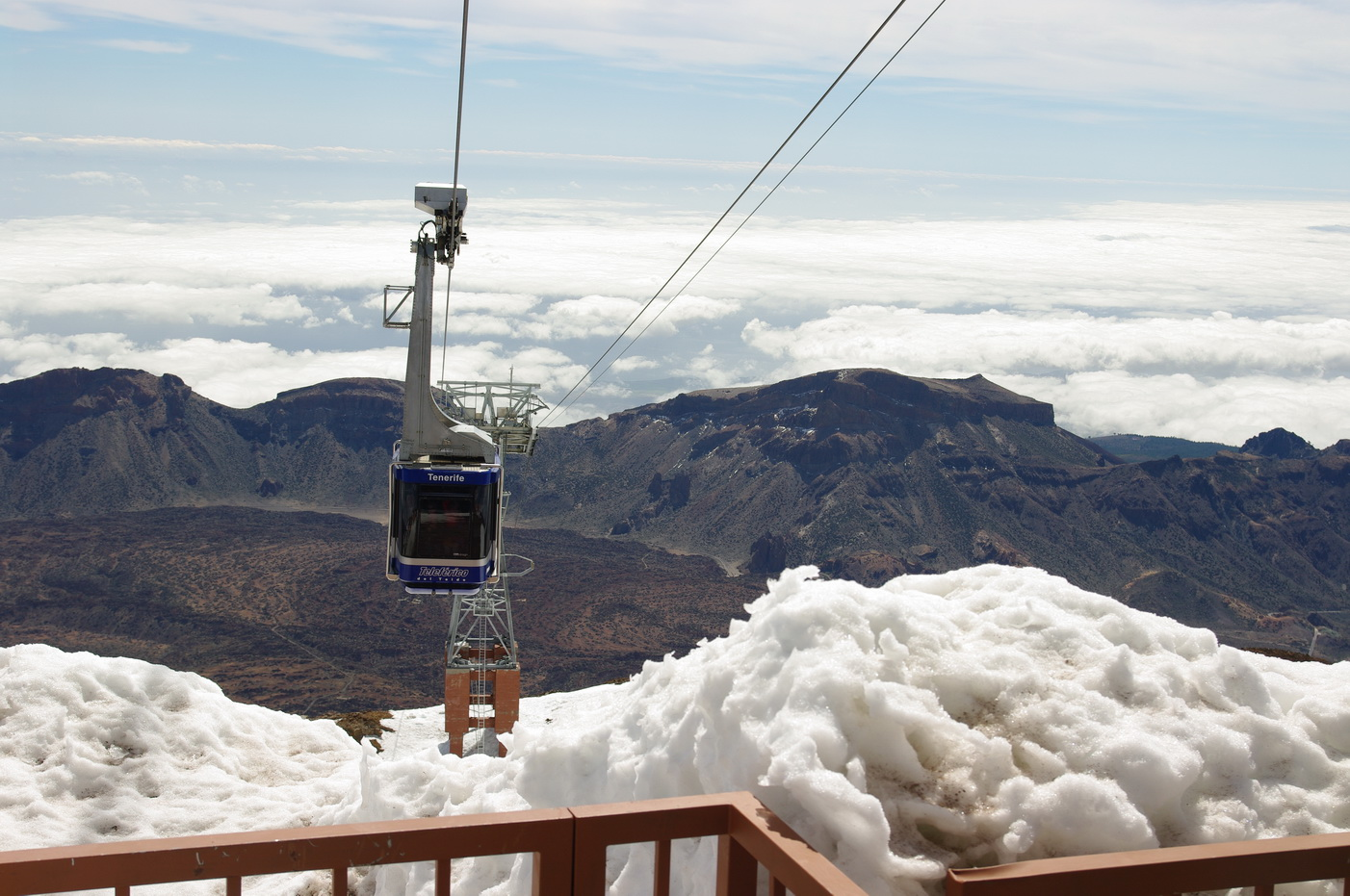
حديقة تيد الوطنية
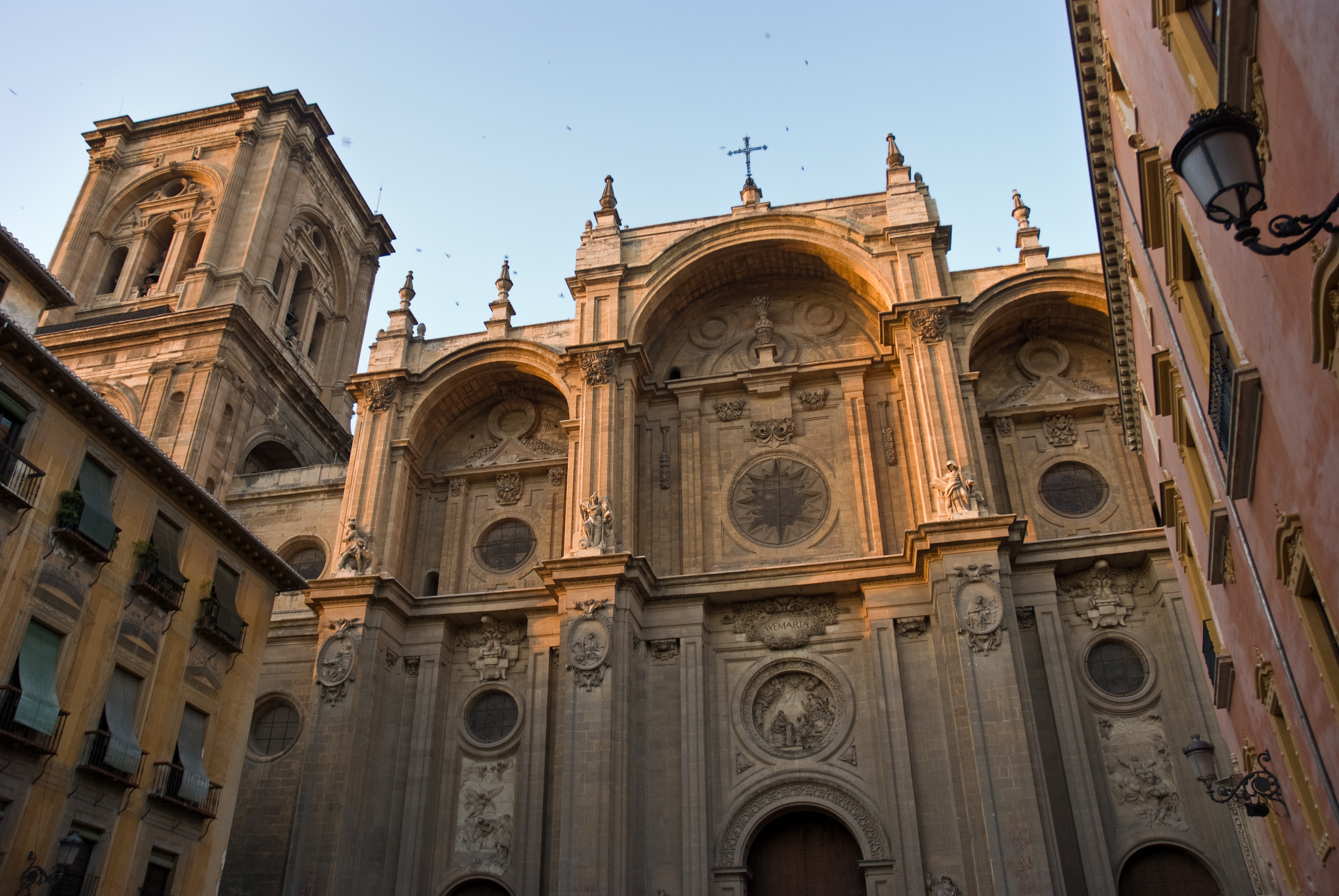
كاتدرائية غرناطة
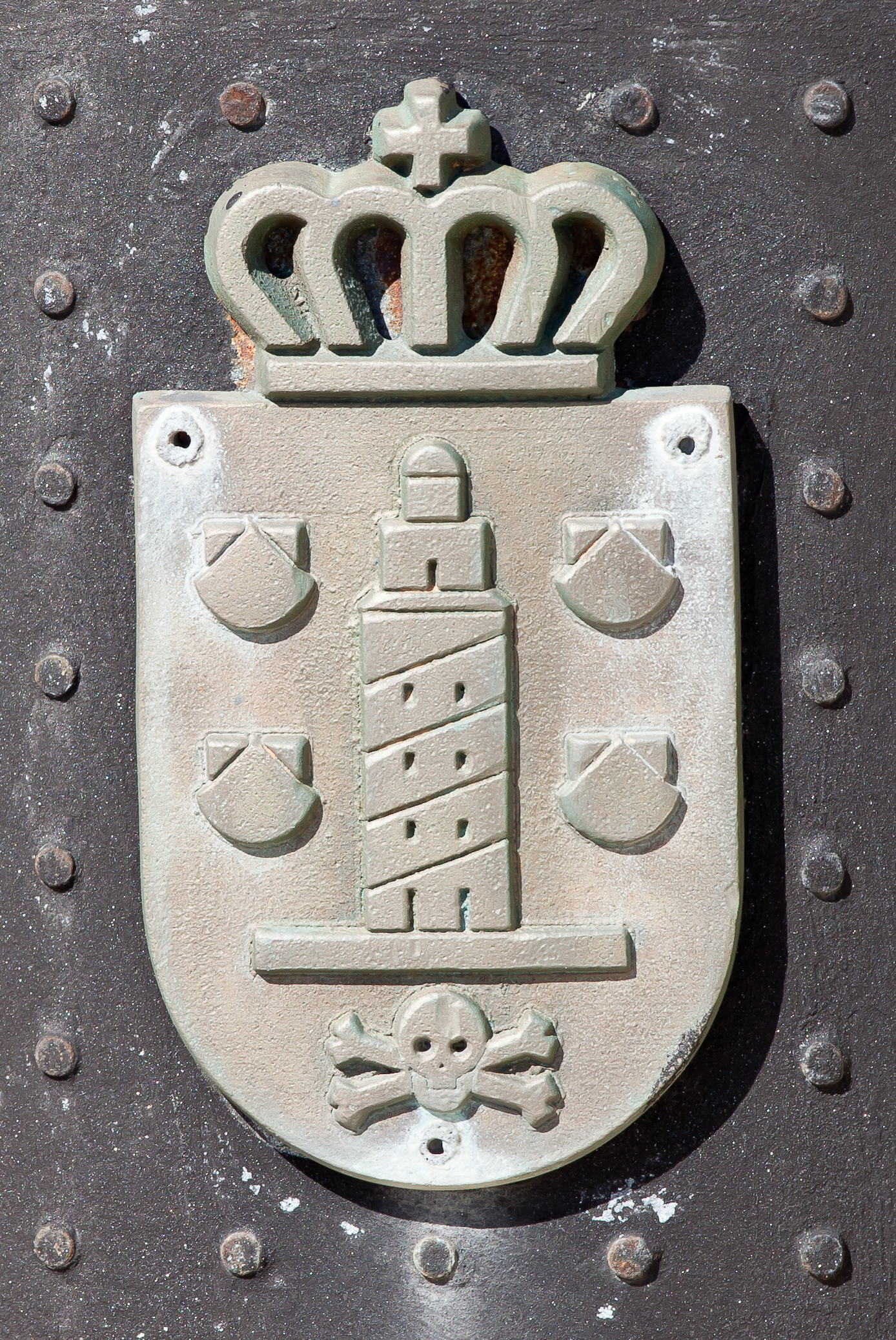
برج هرقل
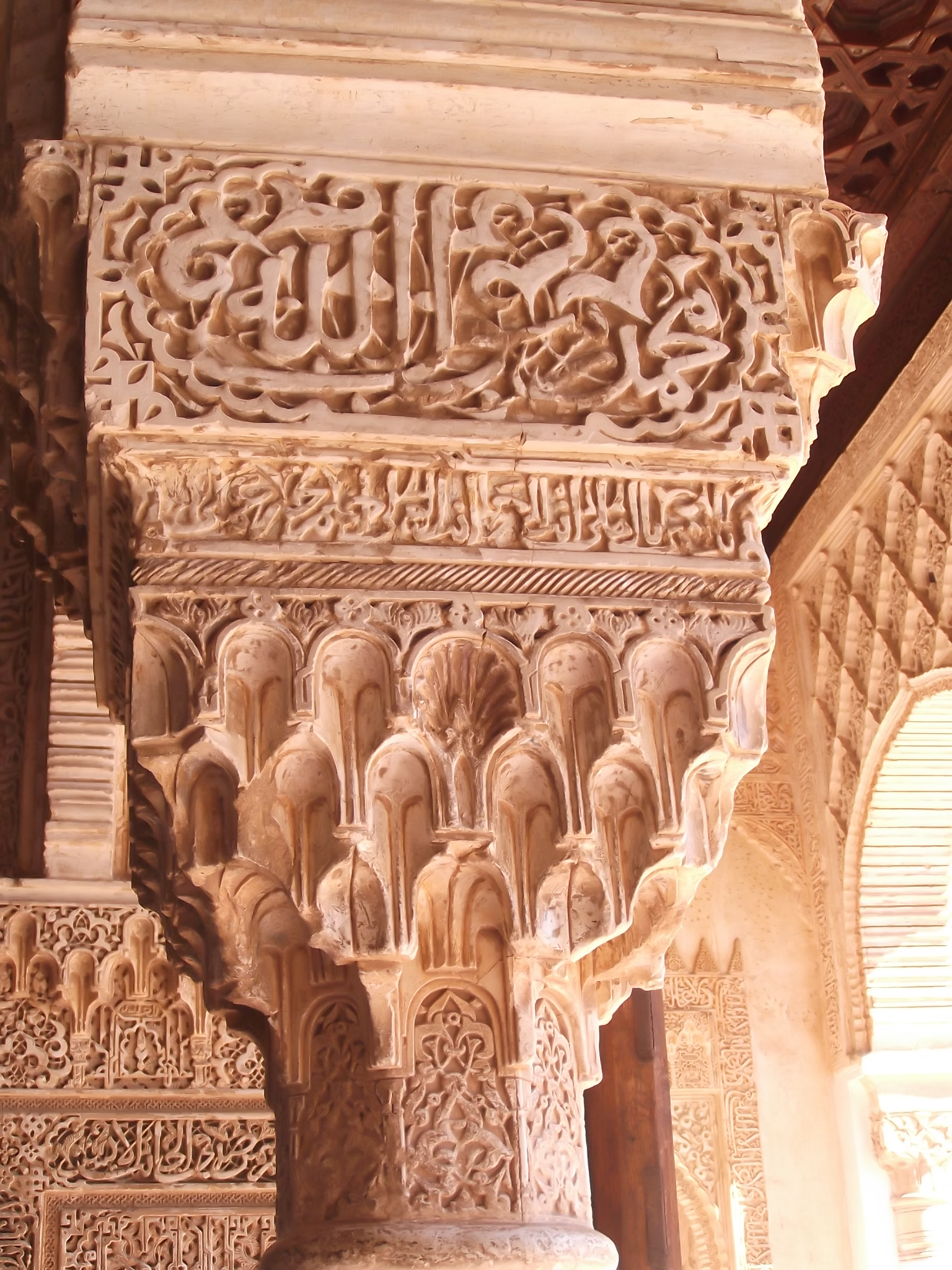
أحد النقوش ولفظ (محمد رسول الله) على أحد أعمدة قصر جنة العريف في الحمراء بغرناطة.

## وصلات خارجية
- القائمة الشاملة لمواقع التراث العالمي لليونسكو عن كل العالم
- القائمة الشاملة لمواقع التراث العالمي لليونسكو مع معلومات وفيديو عن كل موقع نسخة محفوظة 30 أبريل 2009 على موقع واي باك مشين.